# Бекет (Њу Џерзи)
Бекет (енгл. Beckett) насељено је место без административног статуса у америчкој савезној држави Њу Џерзи.

## Демографија
По попису из 2010. године број становника је 4.847, што је 121 (2,6%) становника више него 2000. године.
| Група             | 2000.         | 2010.         |
| Белци             | 3.671 (77,7%) | 3.705 (76,4%) |
| Афроамериканци    | 749 (15,8%)   | 723 (14,9%)   |
| Азијати           | 99 (2,1%)     | 124 (2,6%)    |
| Хиспаноамериканци | 143 (3,0%)    | 199 (4,1%)    |
| Укупно            | 4.726         | 4.847         |